# Едка
Едка — река в России, протекает по Вологодскому району Вологодской области. Устье реки находится в 21 км от устья Большого Пучкаса по правому берегу. Длина реки составляет 15 км.
Исток Едки находится восточнее села Куркино (Майское сельское поселение). Генеральное направление течения — северо-восток. В верховьях протекает через ряд деревень Кубенского сельского поселения — Ивановское, Шаталово, Кулемесово. В нижнем течении Едка входит в обширную пойму в истоках Сухоны и Большого Пучкаса, образует ряд озёр. Фактически впадает в озеро Лебяжье в его южной части. В западной части озера находится устье Малого Пучкаса, который считается притоком Едки, а в восточной части — протока в Большой Пучкас.

## Данные водного реестра
По данным государственного водного реестра России, относится к Двинско-Печорскому бассейновому округу, водохозяйственный участок реки — Северная Двина от начала реки до впадения реки Вычегды, без рек Юга и Сухоны (от истока до Кубенского гидроузла), речной подбассейн реки — Сухона. Речной бассейн реки — Северная Двина.
Код объекта в государственном водном реестре — 03020100312103000006264.